# ولید الحسنی
ولید الحسنی (فرانسوی: Oualid El Hasni‎؛ زادهٔ ۹ اوت ۱۹۹۳) بازیکن فوتبال اهل فرانسه-تونس است.

## باشگاهی
از باشگاه‌هایی که در آن بازی کرده‌است می‌توان به باشگاه فوتبال مونزا و باشگاه فوتبال ویچنزا اشاره کرد.

## تیم ملی
وی همچنین در تیم ملی فوتبال زیر ۲۰ سال تونس بازی کرده است.